# ۱۰۹۶ (میلادی)
۱۰۹۶ (میلادی) هزار ونود و ششمین سال تقویم میلادی است.

## مناسبت‌ها
- آغاز نخستین جنگ صلیبی

## درگذشتگان
‎